# كولة البويدر
كولة البويدر  قرية سوريّة تتبع إداريّاً لمحافظة حلب منطقة جبل سمعان ناحية تل الضمان، بلغ تعداد سكانها 698 نسمة حسب التعداد السكاني لعام 2004. وكان شيخها نوري النواف الملقب بأبو السلاطين عاصمة الحديدين